# Istakhr
Istakhr (en persan : استخر) est une ville antique de Perse (Iran) située dans une vallée à plus de 1 600 m d'altitude. Le site est étroitement lié à celui de Naqsh-e Rostam qui recèle des tombes achéménides et d'importants bas-reliefs sassanides. Au-delà on entre dans la plaine de Marvdacht où se trouve le site de Persépolis, 5 km plus loin.

## Histoire
Elle n'est mentionnée dans les sources historiques, comme le Livre des Prophètes et des Rois, de Tabari qu'à partir de l'époque de l'Empire parthe. C'est dans cette ville qu'Ardachir Ier est proclamé roi, au début du IIIe siècle. Plus tard, il détrôna le roi parthe Artaban IV et installa la dynastie des Sassanides. La ville avait un temple de la déesse Anahita.
Istakhr se développa durant l'époque sassanide (du IIIe au VIIe siècle) et l'époque omeyyade.
Au moment de la conquête du Fars par les Arabes, les envahisseurs ont pris leurs quartiers dans la plaine. En 648-649, Istakhr capitule. Quelques années après, elle est reprise par la force ce qui provoque de nombreuses victimes dans la population. La ville reste ensuite un bastion du zoroastrisme.
Elle demeura la capitale du Fars (la Perse) jusqu'à la fondation de Chiraz.
À la fin du règne d'Abu Kalijar (règne 1024-1048), la ville est dévastée et pillée. Il ne reste alors plus qu'un village de quelques centaines d'habitants. Aujourd'hui ce n'est plus qu'un site archéologique.